# Qiling (socken i Kina, Henan)
Qiling (kinesiska: 骑岭, 骑岭乡) är en socken i Kina. Den ligger i provinsen Henan, i den centrala delen av landet, omkring 100 kilometer sydväst om provinshuvudstaden Zhengzhou. Antalet invånare är 41316. Befolkningen består av 20 280 kvinnor och 21 036 män. Barn under 15 år utgör 23,0 %, vuxna 15-64 år 68 %, och äldre över 65 år 7,0 %.
Genomsnittlig årsnederbörd är 686 millimeter. Den regnigaste månaden är september, med i genomsnitt 132 mm nederbörd, och den torraste är januari, med 6 mm nederbörd.